# Don't Panic (álbum)
Don't Panic —en español: Que no cunda el pánico— es el quinto álbum del grupo estadounidense de rock All Time Low, publicado el 9 de octubre de 2012, con la discografía Hopeless Records, sello original de la banda. Todas las canciones fueron escritas por el vocalista Alex Gaskarth y Mike Green, excepto «Outlines» que fue escrita por Patrick Stump de Fall Out Boy. «Don't Panic» muestra a un All Time Low más maduro en sonidos, influenciado por álbumes anteriores. El álbum debutó en el puesto número 6 del US Billboard 200 con 48 000 ventas en la primera semana, convirtiéndose en el tercer álbum de la banda en el top 10. Alcanzó el puesto número 9 en el Reino Unido y el top 20 en Australia y Canadá. El álbum recibió elogios de parte de los críticos, que elogiaron las canciones escritas por Alex Gaskarth y el sonido del álbum.

## Antecedentes
El anterior álbum de la banda, Dirty Work (2011), fue publicado por la discográfica Interscope; la banda anunció en mayo de 2012 que habían dejado a la discográfica, antes de lanzar una nueva canción titulada «The Reckless and the Brave» para descargar gratuitamente el 1 de junio. El 3 de julio, All Time Low confirma que vuelven con su discográfica Hopeless Records. El 24 de agosto, la canción titulada «For Baltimore», una oda a su ciudad natal, fue publicada a través de Alternative Press. En medio de la gira, la banda se metió en el estudio para grabar el álbum. Todos los miembros de la banda consideran «Don't Panic» su mejor álbum.
| Con este disco, una parte importante fue encontrada en nuestros discos anteriores, fue lo que lo hizo tan especial. Esta vez, en lugar de influenciarnos en lo que escuchábamos en ese momento o cualquier cosa que quisiéramos tocar, el objetivo era hacer un disco en el que nos sintiéramos reflejados nosotros mismos. — Alex Gaskarth, cantante y guitarrista. |

El tráiler del álbum fue lanzado el 28 de agosto. El tráiler contiene las canciones «For Baltimore», «Outlines» y «Somewhere In Neverland».
El 2 de octubre, el álbum completo fue subido a YouTube por la discográfica. La pista 12 «So Long, and Thanks For All the Booze» se refleja como «Let Me Be Me» en el vídeo del álbum. El 1 de febrero la banda comenzó a grabar el vídeo de "Somewhere In Neverland." El 19 de marzo de 2013 se estrenó el video en MTV. El 9 de mayo, la banda lanzó el video de "Backseat Serenade."

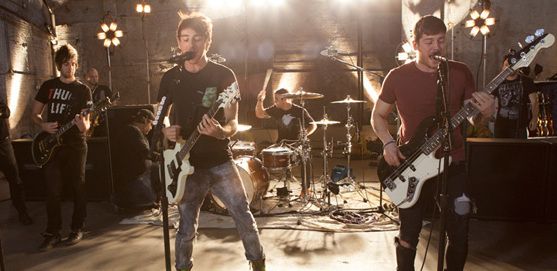
All Time Low en el Soundcheck de Walmart, diciembre de 2012.

## Lista de canciones
Todas las canciones están escritas por Alex Gaskarth excepto «Outlines» (coescrita por Patrick Stump de Fall Out Boy).

| N.º   | Título                                  | Duración |  |
| 1.    | «The Reckless and the Brave»            | 3:19     |  |
| 2.    | «Backseat Serenade»                     | 3:21     |  |
| 3.    | «If These Sheets Were States»           | 3:19     |  |
| 4.    | «Somewhere in Neverland»                | 3:45     |  |
| 5.    | «So Long, Soldier»                      | 2:49     |  |
| 6.    | «The Irony of Choking on a Lifesaver»   | 3:36     |  |
| 7.    | «To Live and Let Go»                    | 3:43     |  |
| 8.    | «Outlines»                              | 3:35     |  |
| 9.    | «Thanks to You»                         | 3:34     |  |
| 10.   | «For Baltimore»                         | 3:09     |  |
| 11.   | «Paint You Wings»                       | 3:40     |  |
| 12.   | «So Long, and Thanks for All the Booze» | 3:09     |  |
| 40:57 |                                         |          |  |

| Edición japonesa |                                         |          |  |
| N.º              | Título                                  | Duración |  |
| 13.              | «The Reckless and the Brave» (acoustic) | 3:38     |  |

Notas
- Cassadee Pope de Hey Monday canta los coros en la canción «Backseat Serenade» y también en la canción «So Long, Soldier» (con Anthony Raneri de Bayside).
- Jason Vena de Acceptance canta los coros en la canción "Outlines".

## Don't Panic: It's Longer Now!
En agosto del 2013, se anunció una extensión a este álbum, la cual incluye cuatro canciones nuevas y cuatro versiones acústicas de canciones del álbum original.
Fue lanzado el 30 de septiembre de 2013 mediante Hopeless Records.
El sencillo principal, "A Love Like War", cuenta con la participación de Vic Fuentes, vocalista de Pierce the Veil.

### Canciones
| N.º   | Título                                                       | Duración |  |
| 1.    | «The Reckless and the Brave»                                 | 3:19     |  |
| 2.    | «A Love Like War» (featuring Vic Fuentes of Pierce the Veil) | 3:33     |  |
| 3.    | «Backseat Serenade»                                          | 3:21     |  |
| 4.    | «Me Without You (All I Ever Wanted)»                         | 3:33     |  |
| 5.    | «If These Sheets Were States»                                | 3:19     |  |
| 6.    | «Somewhere in Neverland»                                     | 3:45     |  |
| 7.    | «So Long Soldier»                                            | 2:49     |  |
| 8.    | «Canals»                                                     | 3:22     |  |
| 9.    | «The Irony of Choking on a Lifesaver»                        | 3:36     |  |
| 10.   | «To Live and Let Go»                                         | 3:43     |  |
| 11.   | «Outlines»                                                   | 3:35     |  |
| 12.   | «Thanks to You»                                              | 3:34     |  |
| 13.   | «For Baltimore»                                              | 3:09     |  |
| 14.   | «Paint You Wings»                                            | 3:40     |  |
| 15.   | «So Long, and Thanks for All the Booze»                      | 3:09     |  |
| 16.   | «Oh, Calamity!»                                              | 3:46     |  |
| 17.   | «For Baltimore» (acoustic)                                   | 3:29     |  |
| 18.   | «Somewhere in Neverland» (acoustic)                          | 3:40     |  |
| 19.   | «The Reckless and the Brave» (acoustic)                      | 3:37     |  |
| 20.   | «Backseat Serenade» (acoustic)                               | 3:14     |  |
| 69:13 |                                                              |          |  |

## Posicionamiento
| Listas (2012)                   | Posición |
| ------------------------------- | -------- |
| Canadian Albums Chart           | 18       |
| Japan Albums Chart              | 14       |
| ARIA Albums Chart               | 13       |
| UK Albums Chart                 | 9        |
| US Billboard 200                | 6        |
| US Billboard Alternative Albums | 3        |
| US Digital Albums               | 7        |
| US Billboard Independent Albums | 4        |
| US Billboard Rock Albums        | 4        |
| US Tastemaker Albums            | 2        |

### Sencillos
| Año  | Título                   | Posición                 |
| Año  | Título                   | Canciones digitales rock |
| ---- | ------------------------ | ------------------------ |
| 2012 | «For Baltimore»          | 42                       |
| 2012 | «Somewhere in Neverland» | 26                       |

## Historial de lanzamientos
| País           | Fecha                 |
| -------------- | --------------------- |
| Reino Unido    | 8 de octubre de 2012  |
| Estados Unidos | 9 de octubre de 2012  |
| Australia      | 12 de octubre de 2012 |